# Jean Chapelain
 (mars 2023).
Pour les articles homonymes, voir Chapelain.
Jean Chapelain, né à Paris le 4 décembre 1595 et mort le 22 février 1674, est un poète et critique littéraire français.

## Biographie
Fils d'un notaire, Jean Chapelain fut entraîné vers la carrière littéraire par sa mère, qui avait beaucoup connu Ronsard et qui désirait pour son fils, la gloire du chef de la Pléiade[C'est-à-dire ?]. Il acquit de bonne heure[Quand ?] de la réputation par quelques poésies[Lesquelles ?] et par ses profondes connaissances. Précepteur des fils du grand prévôt de France, M. de La Trousse, il jouissait déjà d'une certaine autorité littéraire, alors même qu'il n'avait encore rien produit. Après avoir publié quelques odes[Lesquelles ?] et une traduction du Guzman d'Alfarache, il devint un véritable oracle.
Depuis plusieurs années, Chapelain préparait pour mettre le sceau à sa gloire un grand poème épique, La Pucelle ou la France délivrée, qui excitait la curiosité des salons. Sur la foi de quelques vers déclamés par leur auteur et de la réputation de celui-ci, on annonçait un éblouissant chef-d'œuvre. Cette anticipation ne faisait qu'accroître la renommée de l'auteur et celle du poème.
Lorsque les douze premiers chants de celui-ci parurent enfin, en 1656, ce fut la consternation générale. Les douze derniers chants ne furent jamais imprimés. Nicolas Boileau cribla Chapelain d'épigrammes qui lui valent le peu de célébrité qui lui est aujourd'hui conservé. On peut lire entre autres dans la quatrième Satire :
Chapelain veut rimer, et c'est là sa folie.
Mais bien que ses durs vers, d'épithètes enflés,
Soient des moindres grimauds chez Ménage sifflés,
Lui-même il s'applaudit, et, d'un esprit tranquille,
Prend le pas au Parnasse au-dessus de Virgile.
Chapelain n'en resta pas moins en crédit à la cour : le cardinal de Richelieu l'appela à l'Académie française dès la fondation de cette compagnie, lui accorda une pension de 3 000 livres, le chargea de dresser le plan du Dictionnaire et de la Grammaire de l'Académie et de rédiger la critique du Cid de Pierre Corneille. Jean-Baptiste Colbert le chargea de dresser la liste des écrivains et savants dignes de recevoir des gratifications du roi et qui avaient droit aux libéralités de Louis XIV.
Or, comme le souligne l'historien de la littérature Gustave Lanson :
« J'ai peur qu'il n'y ait beaucoup de fantaisie et de légende dans toutes les anecdotes que Tallemant, Ménage et autres ont mises en circulation sur l'avarice de Chapelain. Il est possible qu'il ait porté des habits usés et une perruque dégarnie, et qu'il ait fait maigre feu dans sa chambre. Il nous confie lui-même qu'il faisait ses visites éloignées les jours de fortes gelées, afin de ne pas « se charger de crotte ». Il avait eu des pensions qu'il appelle « considérables » de Richelieu, de Mazarin, du duc de Longueville, du prince de Conti, de Louis XIV, et il se peut qu'on ait trouvé cinquante mille écus dans son coffre à sa mort. Mais cet avare prétendu préféra toujours sa dignité et l'étude à la fortune. »
« Richelieu allait le nommer secrétaire d'ambassade à Rome : il refusa parce que l'ambassadeur, M. de Noailles, voulait le charger de ses affaires domestiques ; sa fierté ne consentait à servir que le roi. Mazarin lui offrit de l'envoyer avec le même titre de secrétaire au congrès de Munster, et le fit conseiller d'État, pour qu'il y parût avec plus de dignité. Il ne profita point de ces bonnes dispositions, quoiqu'il aimât avec passion la politique. En 1662, il refusa la place de précepteur du Dauphin, que lui offrait Montausier : vu l'âge du prince, ce n'était qu'une riche sinécure. Il prêta de fort bonne grâce son argent à ses amis, aux Flamarens, aux Rambouillet, et à ceux-ci jusqu'à trente mille livres. »
« Il supporta très noblement d'assez grosses pertes en diverses occasions et s'en expliqua en homme que la passion de l'argent ne travaille point. En somme, Chapelain est un fort honnête homme, économe peut-être ou de mise peu soignée, mais désintéressé, fier, sans ambition et sans envie, dévoué à ses amis, serviable aux étrangers, protecteur de tous les talents. » (G. Lanson, Histoire de la Littérature française, Paris, 1894)

## Œuvres
- Le Gueux, ou la Vie de Guzman d'Alfarache, rendue de l'original espagnol de Mateo Aleman (1619). Le Voleur, ou la Vie de Guzman d'Alfarache. Pourtrait du temps et miroir de la vie humaine. Piece non encore veuë, & renduë fidelement de l'original Espagnol de son premier & veritable Autheur Mateo Aleman. Seconde partie (1620) Texte en ligne
- Lettre ou discours de M. Chapelain à M. Favereau, portant son opinion sur le poème d'Adonis du  cavalier Marino (1623) Texte en ligne
- Les Sentimens de l'Académie française sur la tragi-comédie du Cid (1638). Avec Valentin Conrart.
- Ode pour la naissance de Mgr le comte de Dunois (1646) Texte en ligne
- Ode pour Mgr le duc d'Anguien (1646) Texte en ligne
- La Pucelle, ou la France délivrée, poème héroïque (1656) Texte en ligne
- La Pucelle ou la France délivrée : Poème héroïque., Paris, Augustin Courbé, 1657 (lire en ligne)

Publications posthumes
- De la lecture des vieux romans (1870). Réédition : Slatkine, Genève, 1968. Texte en ligne
- Les Douze derniers chants du poëme de la Pucelle, publiés pour la première fois sur les manuscrits de la Bibliothèque nationale, par H. Herluison, précédés d'une préface de l'auteur et d'une étude sur le poème de la Pucelle par René Kerviler (1892)
- Opuscules critiques (1936)
- Soixante-dix-sept lettres inédites à Nicolas Heinsius : 1649-1658, publiées d'après le manuscrit de Leyde avec une introduction et des notes par Bernard Bray, M. Nijhoff, La Haye, 1966.
- Les Lettres authentiques à Nicolas Heinsius, 1649-1672 : une amitié érudite entre France et Hollande, édition établie, introduite et annotée par Bernard Bray, Champion, Paris, 2005.